# Henry Marillier
Henry (Harry) Currie Marillier (2 luglio 1865 – 27 luglio 1951) è stato uno scrittore inglese. Appassionato di arazzi, grande amico di Oscar Wilde

## Biografia
Henry all'epoca allievo dello Christ's Hospital conobbe Oscar Wilde quando egli era appena giunto a Londra, entrò nella sua casa di 3 piani e si meravigliò nel vedere tutti i libri che possedeva il ragazzo. Appassionato di greco. In seguito la sua amicizia con Wilde non finì, durante i suoi studi si sentivano ancora anche se distanti: nel 1881 quando frequentava il Peterhouse del Cambridge scrisse allo scrittore chiedendogli di venire alla presentazione delle Eumenidi che stava preparando.